# Dettmar Cramer (Journalist)
Dettmar Cramer (* 21. November 1929 in Görlitz; † 16. Januar 2023 in Königstein im Taunus) war ein deutscher Journalist und Intendant des Deutschlandfunks.

## Leben
Dettmar Cramer promovierte 1961 an der Universität Kiel mit der Dissertation Inhalt und Grenzen der Zensur bei Schüler- und Studentenzeitungen. Zur gegenwärtigen Rechtslage und Reform zum Dr. jur. Später arbeitete er als Korrespondent für die FAZ in Bonn und ab 1975 beim  Rundfunksender RIAS in West-Berlin. 1986 wechselte er zum Deutschlandfunk nach Köln. Er war zunächst als Chefredakteur tätig, dann als Deutschlandfunk-Programmdirektor und schließlich von 1992 bis zum Zusammenschluss mit dem RIAS und DS Kultur zum gemeinsamen Deutschlandradio 1993 als Intendant. Cramer war Träger des Bundesverdienstkreuzes am Bande.